# Новоорлицькі Кучугури
Новоо́рлицькі Кучугу́ри — ботанічний заказник місцевого значення. Розташований у межах Кобеляцького району Полтавської області, неподалік від села Орлика, що на південь від міста Кобеляків. 
Площа природоохоронної території 672 га. 
Охороняється природний лучно-болотний комплекс на острові з однойменною назвою, розташованому в акваторії Кам'янського водосховища. 
- У 2002 році заказник «Новоорлицькі Кучугури» введено до складу новоствореного Регіонального ландшафтного парку «Нижньоворсклянський».